# 加勒老城及堡壘
加勒堡壘（僧伽羅語： Galu Kotuwa，羅馬化：Kālik Kōṭṭai）位於斯里蘭卡加勒。加勒堡壘與老城始建於16世紀，由葡萄牙人所建，在18世紀時荷蘭殖民時期達到鼎盛，在英國人入侵之後，開始逐漸衰敗。加勒老城是一個融合了歐洲和南亞傳統建築風格的典型堡壘城市
。1988年已被列入聯合國教科文組織世界遺產。